# أيقونة كرة القدم
أيقونة كرة القدم هو برنامج تلفزيوني بريطاني يُعرض على Sky One . يمنح البرنامج لاعبي كرة القدم الشباب الذين تتراوح أعمارهم بين 16 و 18 عامًا فرصة للفوز بعقد مع بطل الدوري الممتاز آنذاك ، تشيلسي . تم تصفية الآلاف من اللاعبين الذين دخلوا إلى نهائيات كأس العالم إلى أربعة عشر ، تم اختبارهم جميعًا في ملعب كوبهام التدريبي. يتم إقصاء اللاعبين أسبوعيا حتى بقي ثلاثة فقط ،يختار المدير الفني آنذاك جوزيه مورينيو وطاقمه فائزًا.

## الجزء 1
بدأ الجزء الأولى في أكتوبر 2005 ، وشارك فيه 5000 لاعب كرة قدم شاب من جميع أنحاء المملكة المتحدة. وفاز بالمسلسل جيمي أشلي ، مشجع تشيلسي ، الذي كان في مدرسة فورست في هورشام بإنجلترا . بعد خمسة مواسم في فريق الشباب، ترك آشلي البلوز في نهاية موسم 2011. و ذهب للعب مع فرق شبه محترفة ، ويلينج يونايتد ، ورثينج ، ووكينج ، وبوريهام وود .

## الجزء 2
الفائز النهائي كان كارل ماجناي . كما تضمنالجزء المهاجم موسى أديمولا .  

## روابط خارجية
- Football Icon at UKGameshows.com

قالب:Sky1